# Janny Groen
Janny Groen (1952) is een Nederlandse journalist en auteur.

## Loopbaan
Groen volgde haar opleiding aan de School voor Journalistiek in Utrecht. Ze werkte als verslaggever bij Het Vrije Volk, als freelance-reporter voor verschillende bladen, terwijl ze rondreisde in Afrika en Azie, en twee jaar was ze communicatiemedewerker voor Unicef in Ivoorkust. Vanaf 1980 werkte ze in verschillende functies bij de Volkskrant. Ze was onder meer buitenlandredacteur voor Afrika, correspondent voor de VS, tevens voor de Wereldomroep en Elsevier, en eindredacteur voor de wekelijkse kunstbijlage. Vanaf 2004 richt ze zich op onderzoek van de islam, radicalisering en terrorisme. Groen schreef onder meer het boek Strijdsters van Allah: radicale moslima's en het Hofstadnetwerk (2006), waarvoor ze twee jaar de vrouwen van de Hofstadgroep volgde en dat in het Engels vertaald werd. Eerder publiceerde ze boeken over Zuid-Afrika, Amerika en het geloof.

## Prijzen
In 1986 won ze de Prijs voor de Dagbladjournalistiek. In 2018 werd de Nationale Prijs voor de Onderwijsjournalistiek aan haar toegekend. Ze kreeg de prijs voor het Volkskrant-artikel 'Wie blijft is een landverrader' dat ze samen met collega Rik Kuiper schreef. Haar interview  met Jason Walters voor de Volkskrant werd bekroond in april 2019 met de persprijs De Tegel 2018.

## Boeken van Janny Groen (selectie)
- met anderen: Liberia: Amerika's eenenvijftigste staat???, Heerlen, Missionair Centrum, 1985
- Terug in het laager, Amsterdam, De Volkskrant, 1986
- The discipline of curiosity: science in the world, Amsterdam, Elsevier, 1990
- Amerika: de kleur van ketchup, Amsterdam, Nijgh & Van Ditmar, 1993
- met Sander van Walsum: Geloofsartikelen: Nederlanders en hun religie, Amsterdam, Meulenhoff; Amsterdam, De Volkskrant, 2003
- met Annieke Kranenberg: Strijdsters van Allah: radicale moslima's en het Hofstadnetwerk, Amsterdam, Meulenhoff, 2006
  - Engelse vertaling: Women warriors for Allah: an Islamist network in the Netherlands, Philadelphia, University of Pennsylvania Press; Oxford, Oxford Creative Marketing [distributor], 2010, 2012
  - Arabische vertaling
- met Annieke Kranenberg: Opstand der gematigden: de groeiende weerbaarheid van Nederlandse moslims, Amsterdam, De Volkskrant; Amsterdam, Meulenhoff, 2009